# X-Lite
X-Lite ist eine IP-Telefonie-Freeware von CounterPath Solutions, Inc. (früher Xten Networks, Inc.), welche es jedem Nutzer ermöglicht, Telefongespräche über das Internet von PC zu PC, von PC zum Festnetz und vom Festnetz zum PC zu führen. Einige VoIP-Provider stellen ihren Kunden ein vorkonfiguriertes X-Lite zur Verfügung.

## Merkmale
X-Lite bietet die Sprach-Codecs G.711, SPX, iLBC und GSM, unter Windows auch Broadvoice, DVI4 und LibPCM. Es sind die Dienste Makeln, AutoAnswer und Konferenz nutzbar, in Version 3 (Windows) auch eine auf SIMPLE basierende Presenceimplementierung.
Videotelefonie ist ab Version 3 möglich, unterstützt wird der Codec H.263.
Version 4.0 wurde im September 2010 veröffentlicht und beinhaltet die Neuerungen der Version 3.0 mit der Benutzeroberfläche von Bria.
Zu den X-Lite Versionen bietet der Hersteller kostenpflichtige Versionen (eyeBeam, Bria und ein Software-Development-Kit (SDK)) mit größerem Funktionsumfang an.
X-Lite wird durch Bria Solo Free abgelöst.